# Djamal Mahamat
Djamal Abdoulaye Mahamat Bindi (arab. جمال محمد بيندي; ur. 26 kwietnia 1983 w Trypolisie) – libijski piłkarz grający na pozycji pomocnika. Zawodnik portugalskiego klubu Gil Vicente FC, do którego trafił w 2015 roku.

## Kariera klubowa
Profesjonalną karierę piłkarską rozpoczął w klubie Almahalla Trypolis. W 2001 roku trafił do Europy. Występował najpierw w portugalskim SC Salgueiros, a następnie we francuskich klubach Stade Montois, Aviron Bayonnais i Entente SSG. Latem 2006 roku powrócił do Portugalii. Przez rok występował w GD Estoril-Praia, na kolejny rok powędrował ponownie do francuskiego Entente SSG, a od 2008 roku przez trzy sezony reprezentował barwy SC Beira-Mar. Latem 2011 roku został graczem SC Braga. W 2015 przeszedł do Gil Vicente FC.

## Kariera reprezentacyjna
W reprezentacji Libii zadebiutował w 2011 roku.

## Sukcesy
SC Braga
- Puchar Ligi Portugalskiej: 2012